# Terminologia Anatomica
Terminologia Anatomica (TA) er en international standard omkring menneskelig anatomisk terminologi. Den blev udviklet af Federative Committee on Anatomical Terminology (FCAT) og International Federation of Associations of Anatomists (IFAA), og blev udgivet i 1998. Den afløste den tidligere standard Nomina Anatomica. Terminologia Anatomica indeholder terminologi for omkring 7.500 menneskelige macroskopiske anatomiske strukturer. I april 2011 blev Terminologia Anatomica udgivet online af Federative International Programme on Anatomical Terminologies (FIPAT), efterfølgeren til FCAT.

## Kategorier af anatomiske strukturer
TA inddeler anatomiske strukturer i følgende hovedkategorier (Latin standard i parentes) :

### A01: Generel anatomi (anatomia generalis)
- Generalle termer (anatomia generalissima)

1. Dele af menneskekroppen
2. Planer, linjer og regioner

### A02: Knogler (ossa)
- Generelle termer

1. Kranium
2. Kraniets knogler
3. Vertebrale columna
4. Knogler på øvre lem
5. Knogler på nedre lem

### A03: Led (juncturae)
- Generelle termer

1. Kranieled
2. Vertebrale led
3. Thorakale led
4. Bækkenringens led
5. Den øvre ekstremitets led
6. Den nedre ekstremitets led

### A04: Muskler (musculi)
- Generelle termer

1. Hovedets muskler
2. Nakkens muskler
3. Ryggens muskler
4. Brystets muskler
5. Mavens muskler
6. Øvre ekstremitets muskler
7. Nedre ekstremitets muskler
8. Seneskede og slimsæk

### A05: Fordøjelsessystem (systema digestorium)
1. Mund
2. Isthmus faucium
3. Svælg
4. Spiserør
5. Mavesæk
6. Tyndtarm
7. Tyktarm
8. Lever, Galdeblære
9. Bugspytkirtel

### A06: Respiratoriske system (systema respiratorium)
1. Næse
2. Strubehoved
3. Luftrør
4. Bronkie
5. Lunger

### A08: Urinsystem (systema urinarium)
1. Nyre
2. Urinleder
3. Urinblære
4. Kvindelige urinrør
5. Mandlige urinrør

### A09: Genitale systemer (systemata genitalia)
1. Indre kvindelige genitalia
2. Ydre kvindelige genitalia
3. Indre mandlige genitalia
4. Ydre mandlige genitalia
5. Mellemkød

### A10: Abdominopelvisk hulrum (cavitas abdominis et pelvis)
- http://www.unifr.ch/ifaa/Public/EntryPage/ViewTA/TAa10.html

### A11: Endokriner kirtler (glandulae endocrinae)
1. Hypofysen
2. Koglekirtel
3. Skjoldbruskkirtel
4. Parathyreoidea
5. Binyre
6. Langerhanske øer

### A12: Cardiovaskulære system (systema cardiovasculare)
- Generelle termer

1. Hjerte
2. Arterier
3. Vener
4. Lymphatisk trunks og kanal

### A13: Lymfesystemet (systema lymphoideum)
1. Primære lymfeorganer
2. Sekundære lymfeorganer
3. Regionale lymfenoder

### A14: Nervesystemet (systema nervosum)
- Generelle termer

1. Centralnervesystemet
  1. Meninges
  2. Rygsøjle
  3. Hjerne
  4. Medulla oblongata
  5. Pons
  6. Mesencephalon
  7. Cerebellum
  8. Diencephalon
  9. Telencephalon
2. Perifere nervesystem
  1. Kranialnerver
  2. Spinalnerver
3. Autonome nervesystem

### A15: Sanseorganer (organa sensuum)
1. Olfactoriske organ (næsen og relateret strukturer) - Se også: olfaction.
2. Øjet og relateret strukturer (visuelle system) - Se også: visual perception.
3. Øre (auditorisk system) - Se også: hørelse.
4. Gustatorisk organ (tungen og relateret strukturer) - Se også: smag.

### A16: Integumentet (integumentum commune)
- Hud

1. Subkutant væv